# Tabula Peutingeriana

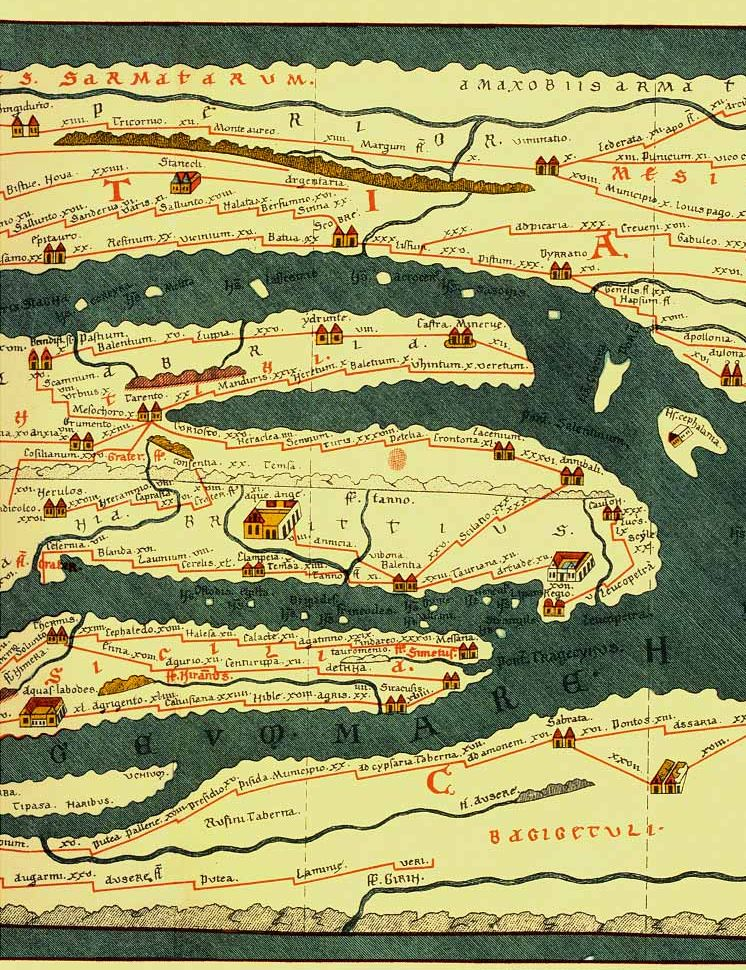
Tabula Peutingeriana (wycinek) – od góry do dołu: wybrzeże Dalmacji, Adriatyk, płd. Włochy, Sycylia, śródziemnomorskie wybrzeże Afryki

Tabula Peutingeriana – rozległa mapa połączeń komunikacyjnych z czasów późnego cesarstwa rzymskiego. 
Oryginał, z którego zachowała się kopia, datowany jest na IV w. Była starożytną „mapą turystyczną”, obejmującą Europę, część Azji (Indie z Gangesem), wyspę Cejlon (Insula Taprobane), Ocean Indyjski, Chiny i płn. Afrykę. Nazwa pochodzi od jej właściciela – Konrada Peutingera, XVI-wiecznego humanisty niemieckiego.
W roku 2007 została wpisana na listę UNESCO Pamięć Świata.

## Historia
Odległą poprzedniczką Tabula Peutingeriana mogła być mapa świata sporządzona pod kierunkiem Marka Agrypy, którą po jego śmierci utrwalono w marmurze w Portyku Agrypy. Oryginał mapy musiał powstać po 324/330, ponieważ przedstawia erygowany w tym czasie Konstantynopol. Nie zachowuje jednak chronologicznej aktualności, przedstawiając także zniszczone w 79 po wulkanicznym wybuchu Pompeje, jak również miejscowości prowincji Germania Inferior zniszczone w V w., co świadczy o zmianach nanoszonych w kolejnych jej wersjach. Dziś jedyny zachowany egzemplarz stanowi średniowieczna kopia, będąca dziełem anonimowego kopisty z Colmaru, który wykonał ją w 1265 roku.
Wiedeński humanista Konrad Celtis odnalazł ją w jednej z bibliotek i w 1507 przekazał w spadku swemu przyjacielowi, radnemu miasta Augsburga, Konradowi Peutingerowi. Choć podjął on starania na rzecz wydania mapy, zmarł przedwcześnie i pierwsze wydanie nazwane jego imieniem ukazało się dopiero w 1591 w Antwerpii. Później mapa wielokrotnie zmieniała właścicieli, aż w 1717 została zakupiona przez księcia Eugeniusza Sabaudzkiego. Po jego śmierci w 1736 przeszła na własność dworskiej biblioteki Habsburgów i obecnie jest przechowywana w wiedeńskiej Bibliotece Narodowej.

## Opis i zawartość mapy
Zabytek znany jest wyłącznie ze średniowiecznych odpisów. Najstarsza znana kopia mapy ma postać pergaminowego zwoju o szerokości 0,34 m i łącznej długości 6,75 m, złożonego z dwunastu połączonych ze sobą arkuszy. W 1875 zwój podzielono na obecnych jedenaście arkuszy i odtąd przy demonstrowaniu całości nie ulega on niszczeniu.
Pierwsza część oprócz Wysp Brytyjskich, ukazuje dzisiejszą Holandię, Belgię, część Francji i zachodnie Maroko. Brakuje obszaru Półwyspu Iberyjskiego ze względu na zaginięcie dwunastego arkusza, przedstawiającego Hiszpanię, Portugalię i zachodnią Anglię.
Mapa jest nader schematyczna, o sporych zniekształceniach przedstawionego terenu, zwłaszcza w ukierunkowaniu wschodnio-zachodnim. Całe stylizowane przedstawienie zbliżone jest do dzisiejszych schematów komunikacji miejskiej. Pokazuje ponad 200 tys. km dróg, wiele osad rzymskich, rzeki, góry, lasy i morza; podane są też odległości pomiędzy miejscowościami. Graficznie zaznaczono 555 miast, osiedli i 3500 innych obiektów geograficznych, jak np. latarnie morskie i główne wieże świątyń, opatrzone małymi obrazkami. Najważniejsze miasta imperium (Rzym, Konstantynopol i Antiochię) wyróżniono specjalnymi medalionami.
Kwestionowano sam fakt, czy Tabulę można uważać za mapę, skoro nie przedstawia ona rzeczywistego odwzorowania terenu. Charakter jej wskazuje na to, iż można ją raczej uznawać za rodzaj starożytnego przewodnika drogowego (itinerarium). Na jej podstawie użytkownik zyskiwał jedynie informację, jak będzie przebiegał szlak podróży i jaką należy pokonać odległość. Mapa prezentuje drogi jako szereg niemal równoległych linii, wzdłuż których zaznaczono kolejne cele podróży. Choć na powierzchnię pergaminu naniesiono prostokątną siatkę, przypuszcza się, że (podobnie jak w przypadku mapy świata Ptolemeusza) zostało to dokonane w późniejszych czasach przez nieznanego autora.